# Роч
Роч (хорв. Roč, нем. Rotz, итал. Rozzo d'Istria) — небольшой древний город на северо-востоке хорватского полуострова Истрия, находящийся примерно в 50 км на юго-восток от итальянского города Триест. Роч — родина первого хорватского печатника Юрия Жакона.

## История
Во времена римлян известен под именем «Каструм Ротий» (Castrum Rotium) или «Роций» (Rocium). Первое документальное упоминание о городе относится к 1064 году. В истории древнеславянской письменности город знаменит тем, что именно здесь в 1483 году была подготовлена к печати первая хорватская книга.
В течение своей истории город, как и все населенные пункты Истрии, много раз менял своих покровителей. С 1064 до 1209 находился под властью маркграфа Истрии, с 1420 и вплоть до падения Венецианской республики был краеугольным камнем борьбы с австрийцами. Впоследствии город становится под власть автономной области Иллирийские провинции, а затем попадает на территорию Австрийской империи, где и пребывает до её падения в 1918 году.
В период с 1918 по 1943 годы — город в составе итальянского государства, а в 1947 году после подписания Парижского мира переходит в состав Республики Югославия

## Достопримечательности
Город Роч — важный культурный центр Хорватии с хорошо сохранившимися памятниками истории и архитектуры. К достопримечательностям города можно отнести хорошо сохранившуюся городскую стену, построенную венецианцами в 1421 году. В поселении также сохранены церковь Святого Антония 14 в. (выполнена в стиле поздней готики, на стене которой можно увидеть небольшую надпись на глаголице, датируемую XIII веком), романский собор Сан-Рокко и Св. Варфоломея, капитально отремонтированный в 1494 году, а затем перестроенный в 1746 и 1765 гг. с изменением стиля в барокко.

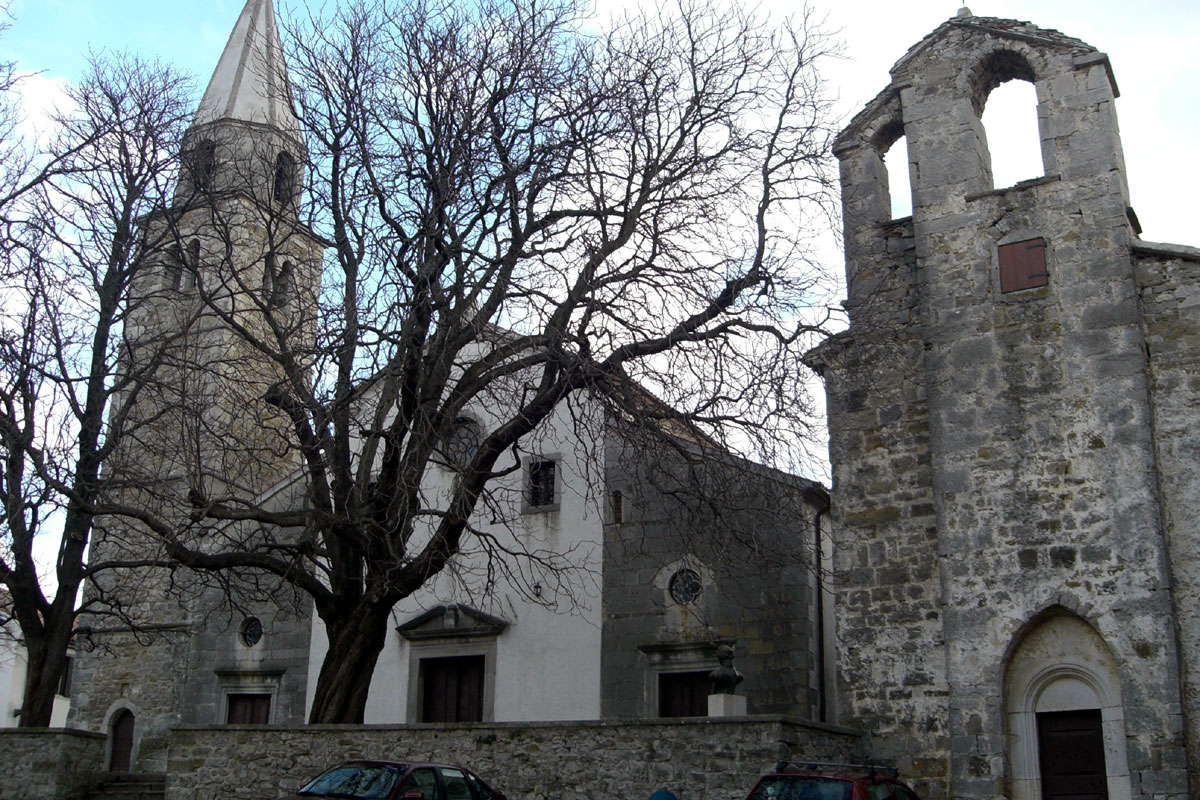
Слева — приходская церковь св. Варфоломея и колокольня, справа — церковь св. Антония

С соседним городом Хум (самым маленьким в мире) поселение соединяет семикилометровая Аллея глаголицы, созданная в честь старейшего вида славянской письменности.

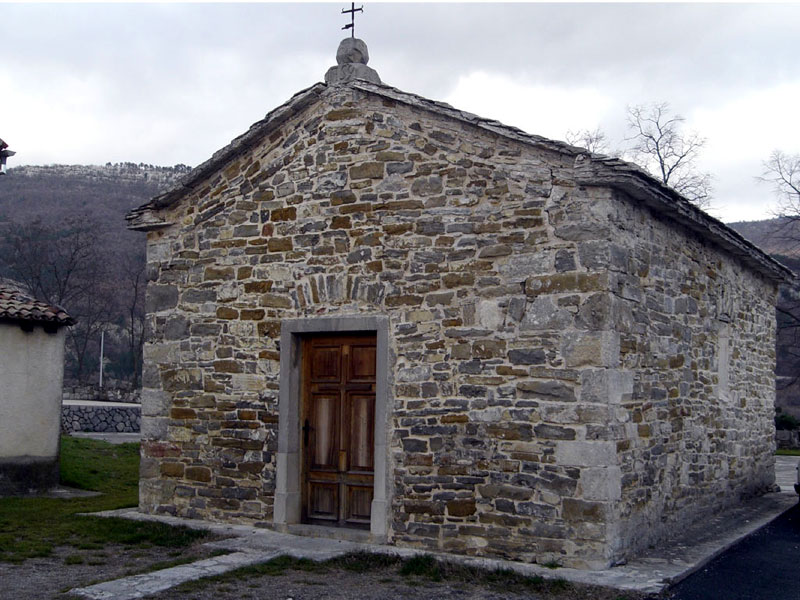
Церковь св. Роха (с фресками и граффити XIV и XV века)

## Население
Население города составляет около 180 человек. До Второй мировой войны основную часть населения составляли итальянцы, в настоящее время люди, говорящие на итальянском языке, составляют лишь небольшой процент жителей города.